# Корисні копалини Киргизстану
Корисні копалини Киргизстану.

## Загальна характеристика
На території республіки станом на 2000 р. виявлено декілька тисяч родовищ понад 100 видів різних горючих, рудних і нерудних корисних копалин. Киргизстан має в своєму розпорядженні великі родовища кам'яного вугілля, стибію, ртуті, урану, цинку, олова, вольфраму, свинцю, рідкісноземельних металів, воластоніту, нефелінових сієнітів. Промислове значення мають олов'яні, ртутні, стибієві, поліметалічні та рідкіснометалічні родовища; відомі родовища піриту, осадових залізних руд, є вияви молібден-ванадієвих зруденінь, а також родовища нафти і газу, вугілля. Виявлені родовища кам'яної солі, гіпсу, каоліну і бентонітових глин, скляних пісків, будматеріалів, а також прісних підземних вод, численні термальні і мінеральні джерела (табл. 1).
За даними [Mining J. — 1999. — 333, 8556] основні запаси Sn- і W-руд, сконцентровані в групі родовищ Трудове, оцінюються в 150 тис. т Sn і 90 тис. т W. Запаси Au в надрах оцінюються в 562 т. Розвідані запаси вугілля в надрах Киргизстану. 1900 млн т, в тому числі видобувні 1300 млн т, з них бурого вугілля 1100 млн т.
Таблиця 1. — Основні корисні копалини Киргизстану станом на 1998–1999 рр.
| Корисні копалини               | Запаси       | Запаси   | Вміст корисного компоненту в рудах, % | Частка у світі, % |
| Корисні копалини               | Підтверджені | Загальні | Вміст корисного компоненту в рудах, % | Частка у світі, % |
| Вольфрам, тис. т               | 10           | 50       | 0,4 (WO3)                             | 0,4               |
| Золото, т                      | 330          | 1030     | 1,2–4,1 г/т                           | 0,7               |
| Мідь, тис. т                   | 226          | 345      | 0,81 (Cu)                             |                   |
| Нафта, млн т                   | 15           | 98       |                                       |                   |
| Олово, тис. т                  | 55           | 70       | 0,5                                   |                   |
| Природний горючий газ, млрд м3 | 5,7          |          |                                       |                   |
| Плавиковий шпат, млн т         | 0,6          | 1,2      | 15 (CaF2)                             | 0,3               |
| Ртуть, тис. т                  |              | 7,5      | 1                                     | 5,6               |
| Свинець, тис. т                | 11           | 13       | 1,78 (Pb)                             |                   |
| Срібло, т                      | 2000         | 2500     | 100 г/т                               | 0,4               |
| Стибій, тис. т                 | 120          | 180      | 2,2 (Sb)                              | 2,8               |
| Вугілля, млн т                 | 1267         | 2052     |                                       |                   |
| Цинк, тис. т                   | 2            | 2        | 0,5 (Zn)                              |                   |

## Окремі види корисних копалин
Родовища нафти, газоконденсату і природного газу знаходяться у Ферганській нафтогазоносній області: 7 нафтових, 4 газонафтових, 2 газових і 1 нафтоконденсатне (2002). Загальні розвідані геол. запаси нафти оцінюються в 98 млн т., добувні запаси при сучасній технології — 13,3 млн т. Розвідані запаси газу — 7,6 млрд м³ (2002). Запаси більшості родовищ невеликі. Основні запаси нафти приурочені до відкладів палеогену, газу — до порід юри і крейди. Продуктивні поклади залягають на глибинах 500–3700 м. Нафти в осн. легкі, малосірчисті, парафінисті, високосмолисті зі значним вмістом легких фракцій. Гази Ферганського басейну поділяються на сухі і жирні. До сухих належать вільні гази крейди і юри, до жирних — розчинені гази нафтових покладів палеогену. Сумарні прогнозні ресурси вуглеводнів Киргизстану оцінюються в 500 млн т. умовного палива.
Вугілля. На Киргизстан припадає близько 50 % запасів кам'яного і бурого вугілля Середньоазіатської вугільної провінції. Станом на 2000 р. виявлено близько 70 родовищ вугілля (Південно-Ферганський, Узгенський, або Східно-Ферганський, Кавакський, Іссик-Кульський і Алайський вугільні райони). Найбільші родовища в Кавакському вугільному районі. Загальні геологічні запаси вугілля в Киргизстані оцінюються близько 28 млрд т, з них 2 млрд т — розвідані (0,7 — кам'яне вугілля, 1,3 — буре вугілля), 26 млрд т — прогнозні. Киргизстан має 75% запасів вугілля Середньої Азії. Для кар'єрного видобутку придатні 425 млн т. розвіданих запасів. Загальний сировинний потенціал вуглевидобутку різними експертами оцінюється від 4 до 6,5 млрд т. За іншими даними, загальні запаси і прогнозні ресурси вугілля на 2000 р — 6 млрд т, в тому числі 1,5 млрд т кам'яного, 4,5 млрд т бурого. Потужності вугільних шахт і розрізів забезпечені розвіданими запасами на сотні років. Кількість вугільних пластів на родовищах коливається від 1 до 50, а потужність їх варіює від 0,5 до 100 м.
Горючі сланці відомі в палеозойських відкладах в районі вугільних родовищ Сулюктинське, Кок-Янгакське і Каргашанське. Зустрічаються тільки у вигляді малопотужних лінз і характеризуються високою зольністю, тому практичного значення не мають.
Поклади торфу знаходяться в Чуйській долині, Узгенській та інш. міжгірських западинах. Торфовища пов'язані з пролювіально-алювіальними болотяними утвореннями. Розміри торфових покладів обмежені. Торф містить значні домішки піщано-глинистого матеріалу, характеризується високою зольністю і слабким розкладанням рослинного матеріалу.
Залізо. Сумарні прогнозні ресурси залізних руд становлять 8 млрд т., з них 70% припадає на родовище Джетим (5,4 млрд т). Зареєстровано декілька десятків родовищ і рудопроявів заліза. На більшості з них запаси заліза складають близько 1 млн т. Найбільші родовища — Джетимське і Бала-Чичкан. На Джетимському родовищі запаси заліза становлять 1,7 млрд т, середній вміст 31,7 %. Освоєння залізних руд стримується нерозвиненою інфраструктурою і складною технологією переробки магнетит-гематитових руд. Родовище вивчене тільки з поверхні. На унікальному титано-магнетитовому родовищі Бала-Чичкан прогнозні ресурси заліза становлять 1,1 млрд т із вмістом Fe2O3 — 16,42 %. У руді є титан (237,2 млн т із вмістом TiO2 — 3,54 %), ванадій (4,02 млн т V2O5 із вмістом 0,06 %), кобальт (3,35 млн т із вмістом 0,05 %).
Родовища залізних руд Киргизстану в основному осадово-метаморфогенні древніх формацій. Вони зосереджені в смузі шириною 30–40 км, вздовж Тянь-Шаню. Рудні тіла субпластової та лінзової форми. Середня їх довжина за простяганням 300 м; потужність — перші десятки м. Крім осадово-метаморфогенного типу, відомі скарнові рудопрояви магнетит-гематитового складу, генетично пов'язані з інтрузіями гранітоїдного ряду. До цього типу належить Гава-Сайська група рудопроявів. Розміри рудних тіл за простяганням 50–1300 м, потужність 2–17 м. Рудні тіла прослідковані бурінням до глибини 400 м. Середній вміст Fe 41,19 %, Р 1,37 %, S 0,03 %; відношення магнетит:гематит = 1:1.
Берилій в республіці поки не добувався. Виявлено декілька десятків берилієвих об'єктів. Загальні запаси і прогнозні ресурси оксиду берилію оцінюються в 102 тис. т (2000). Запаси найбільш вивченого родовища Калесай становлять 11,6 тис. т оксиду берилію із вмістом 0,127 %. Прогнозні ресурси найбільшого, але погано вивченого родовища Узун-Ташти оцінюють в 60,3 тис. т оксиду берилію з середнім вмістом 0,12 %.
Алюмінієві руди представлені головним чином бокситами і нефеліновими сієнітами, а також андалузит-силіманітовими сланцями, алунітами та каолінами. Боксити середньокам'яновугільного та пізньотріасово-ранньоюрського віку відомі в районі Ферганської долини, Туркестанського і Алайського хребтів. Якість руд задовільна, кременевий модуль 1,0–12,0. Вміст у бокситах (%) Al2O3 в середньому близько 40, SiO2 — 30, FeO — 12, Fe2O3 — 2. У гірському обрамленні Ферганської западини виявлено багато дрібних (1–20 млн т Al2O3) родовищ бокситів. Найбільш вивчені Каранглінське (18,6 млн т Al2O3 із вмістом 38,28 %), Катранбашинське (1,3 млн т Al2O3 із вмістом 46,8 %) і Акшагільське (0,22 млн т Al2O3 із вмістом 46,03 %) родовища. Загальні прогнозні ресурси глинозему в бокситах близько 40 млн т.
Нефелінові сієніти відомі у всіх складчастих областях Киргизстану. Андалузит-силіманітові сланці розвинені серед протерозойських товщ Таласу. Виявлено два родовища нефелінових сієнітів: Сандикське (203 млн т Al2O3 із вмістом 20 %) і Зардалекське (201 млн т Al2O3 із вмістом 22,3 %). На Сандикському родовищі крім того виявлений рубідій. Запаси Rb2O3 можуть становити 657,4 т при вмісті 0,089 %. Алуніти та каоліни відомі у багатьох районах Киргизстану.
Вольфрам. У республіці виявлено 2 великих родовища з запасами понад 30 тис. т WO3 (Трудове, Кенсу), декілька середніх — 10–30 тис. т WO3, (Кольтабоз, Теректи, Меліксу, Кічікалай і інш.) і багато дрібних. Загальні запаси і прогнозні ресурси оксиду вольфраму на 2000 р. становлять 386 тис. т, в тому числі підготовлені до експлуатації — 125,2 тис. т (Трудове, Кенсу). Вольфрамові руди представлені в осн. двома типами: контактово-метасоматичним (скарновим) і гідротермальним. Рудно-скарнові тіла з шеєлітом найрозвиненіші в Середньому Тянь-Шані (Кумбельське, Кашка-Суйське, Турегельдинське, Кен-Суйське родов.), де вони розвинуті у вигляді лінзоподібних метасоматичних покладів з вкрапленим зруденінням в екзоконтактних частинах гранітоїдних масивів. Гідротермальні вольфрамові руди (вольфраміт і шеєліт) асоціюють з оловом в кварц-турмалінових і кварцових жилах південно-східної частини Південного Тянь-Шаню, в Сариджаз-Акшийракському вольфрамо-оловорудному районі, де на родовищах Трудове, Атжайлоо, Учкошкон і Кенсу сумарні запаси олова і вольфраму становлять 209,7 тис. і 124 тис. т.
Мідь. На території республіки виявлено понад 1000 виявів міді. Сировинна база на 2000 р. оцінюється в 2 млн т запасів і понад 5 млн т прогнозних ресурсів. Вміст міді в руді 0,2–1,0 %. Найбільшими за запасами і прогнозними ресурсами є родовища Куру-Тегерек (1,0 млн т, вміст міді 0,64 %), Талди-Булак (0,75 млн т, вміст міді 0,2 %). Мідні руди представлені мідно-порфіровими (Талди-Булакське, Андашське, Каракольське родовища) і скарновими (Куру-Тегерекське) промислово-генетичними типами. Мідно-порфірові родовища пов'язані з інтрузіями діоритових порфіритів і ґранодіоритів палеозою. Вміст Cu 0,2–0,6 %. Скарнові родовища представлені комплексними рудами з вмістом Cu 0,6–1,0 %. Попутні компоненти — молібден і благородні метали.
Уран. Мінерально-сировинна база Киргизстану по урану становить приблизно 30 тис. т (2000). Розвідані нові родовища (Кок-Мойнок, Сариджазьке, Арамсинське, Атджайляу, Утор-Туюк, Кизил-Омпульська група розсипів). Ряд уранових родовищ на 2002 р. вивчені і підготовлені до промислової розробки: на Кок-Мойнокському родовищі розвідані запаси легкозбагачуваних уранових руд становлять 2,4 тис.т металу при його вмісті 0,1 %, на Утор-Туюкському багатші настуран-сульфідні руди містять 1,3 тис.т урану. Запаси уран-молібден-ванадієвих руд Сариджазького родовища по окремих металах складають: урану — 4,8, молібдену — 10, ванадію — 90 тис. т при вмісті 0,005–0,05; 0,01–0,15; 0,1–0,73 % відповідно. Запаси урану в алювіальних відкладах Кизил-Омпольських розсипів оцінені в 13 тис.т при вмісті 0,1–0,1323 г/м³. Крім урану, промисловий інтерес тут представляють торій, цирконій, магнетит, фосфор.
Олов'яні руди є у всіх складчастих областях Киргизстану, причому вони представлені практично всіма відомими формаційними типами родовищ олова. Формація оловоносних пегматитів виявлена на Туркестанському хребті, де відомі сотні пегматитових жил олова і слюди. Типові представники ґрейзеновой формації — родовища Чон-Кизилсуйське (в хребті Терскей-Ала-Тоо) і Узун-Булакське (Чаткальський хребет). Форма тіл ґрейзенів: зони, лінзи, гнізда (не більше перших сотень в довжину і перших метрів завширшки). Поряд з каситеритом зустрічаються вольфраміт, шеєліт та інш. Численні оловопрояви скарнової формації розвинені в районі зах. закінчення Киргизького хребта (Берегове, Чирканакське і інш.). Поряд з каситеритом розвинені халькопірит, магнетит, пірит. До каситерит-сульфідної формації належать родов. Чат-Карагайське (Таласський хребет) і Сари-Булакське (хребет Какшаал-Тоо). На першому олово міститься спільно зі свинцем і цинком, у другому — в комплексних окиснених олово-мідь-свинець-цинкових ярозитових рудах. Каситерит-кварц-силікатна формація представлена численними кварц-турмаліновими жилами з каситеритом, вольфрамітом, шеєлітом і флюоритом, які розвинені серед гранітоїдів і теригенних утворень на сході Киргизстану (в Сари-Джазькому вольфрам-оловорудному районі).
Разом з тим, більшість родовищ олова розташована в північно-східній частині республіки, в басейні ріки Сариджаз, в межах компактного оловорудного району. Тут виявлено 2 великих родовища — понад 50 тис. т олова (Учкошкон, Трудове) і багато дрібних. Запаси і прогнозні ресурси олова на 2000 р. оцінюють в 319 тис. т, в тому числі підготовлені до експлуатації — 215 тис. т (Трудове — 150 тис. т олова із вмістом 0,58 %; Учкошкон — 61 тис. т олова із вмістом 0,53 %).
Ртуть. За загальними запасами ртуті (6 % світових) Киргизстан займає 4-е місце у світі (після Іспанії, Алжиру і Китаю). В Азії за ресурсами ртуті країна займає 1-е, а за загальними запасами — 2-е місце (після Китаю). У республіці на 2000 р. встановлено близько 400 виявів ртуті; з них два великих родовища (Хайдаркан, Чонкой) із запасами ртуті понад 20 тис. т, одне середнє (Зардобука — 1,5 тис. т ртуті) і багато дрібних. Сировинний потенціал країни оцінюється в 86 тис. т металу. Ступінь розвіданості ртутних об'єктів висока. Ртутне зруденіння групується у двох рудних поясах: Південно-Ферганському і Зеравшано-Гісарському. У першому (ртутно-стибієвому) поясі виділяються джаспероїдний (Хайдарканське, Чаувайське родов.), лиственітовий і карбонатний (Адир-Кооське, Курсалинське, Бірксу, Симапське родовища) типи ртутних родовищ. Основні рудні мінерали: кіновар, метациннабарит, лівінгстоніт. Основною базою по виробництва ртуті в сучасному Киргизстані є Хайдарканське родовище. Розвідані запаси монометалічних ртутних і комплексних ртутно-сурм'яно-флюоритових руд родовищ Хайдаркан, Нове, Чонкой і Чаувай складають близько 20 млн т, а по родовищах, Хайдаркану що розробляються — 11,6 млн т. (2002).
Забезпеченість країни загальними запасами ртуті максимального рівня її виробництва, досягнутого в 1995–1997 рр., з урахуванням 5%-них втрат при металургійному переділі складає в Киргизстані 12 років.
Свинець і цинк. Свинцево-цинкові родовища стратиформного типу розвинені в герцинських структурах Серединного Тянь-Шаню (Чаткальський хребет, Гава-Сумсарський район, хребет Молдо-Тоо). Середній вміст в них Pb 2–3 %. Загальна мінерально-сировинна база республіки, що залишилася на 2000 р. становить близько 1 млн т свинцю і 250 тис. т цинку. Найбільшими за прогнозними ресурсами, але слабо вивченими об'єктами є родовища Тура-Булак (276 тис. т свинцю з вмістом його в руді 1,83 % і 147 тис. т цинку із вмістом 0,57%), Керегеташ (203 тис. т цинку із вмістом 4,18 %), Тюпська група (350 тис. т свинцю із вмістом 2–4 %).
Стибієві (сурм'яні) руди поширені в Чаткало-Курамінській і Фергано-Какшаальській структурно-фаціальних зонах Південного Тянь-Шаню. У першій з них родовища стибію приурочені до Терек-Кассанського рудного району (родовища Терек-Сайське і Кассанське), у другій — до Південно-Ферганського ртутно-стибієвого пояса (родовища Кадамджайське, Північно-Ак-Ташське і Абширське). Стибієве зруденіння контролюється крайовими розломами глибокого закладення. Родовища представлені джаспероїдно-антимонітовою рудною формацією. Основний рудний мінерал — антимоніт. У східній частині Алайського хребта розміщується Іркеш-Савоярдинський рудний район, де в зонах крутоспадних розломів серед сланців силуро-девону розвинене стибієво-поліметалічне зруденіння, представлене в основному кварц-карбонат-джемсонітовими рудами. Розвідані запаси сурм'яних руд родовищ Кадамжай, Терексай, Хайдаркан, Нове, Кассан, Північний Акташ і Абшір складають на 2002 р. бл. 16 млн т (270 тис.т стибію). Загальний стибієвий потенціал Киргизстану оцінюється в 900 тис. т в монометалічних стибієвих і комплексних (з ртуттю і золотом) родовищах. Два родовища належать до великих (Кадамджай, Хайдаркан — понад 100 тис. т стибію); сім — до середніх (Терексай, Кассан, Абшір, Савоярди, Чаарат, Шаркратма, Нурлау — 30–40 тис. т стибію); інші — до дрібних. Переважають руди із вмістом стибію 1,5–2,5 %.
Золото. Сьогодні на території Киргизстану виявлено понад 2000 корінних виявів золота (99 % запасів золота в країні). За величиною запасів серед них можна виділити великі — понад 70 т (Кумтор, Джеруй, Талдибулак Лівобережний), середні — 30-70 т (Макмал, Іштамберди, Алтин-Джілга, Нічкесу, Тохтазан, Куру-Тегерек, Чакуш, Андаш і інш.), дрібні — 5–30 т (Солтонсари, Джамгир, Терек, Перевальне, Тереккан, Акташ, Туюк, Коматор, Куранджайляу, Андагул, Савоярди, Гавіан, Караказик і інш.) та велике число дрібніших об'єктів. За експертними оцінками загальні ресурси золота в надрах Киргизстану становлять 2,5–4 (до 5,5) тис.т (2001), з них на виявлених золоторудних об'єктах — близько 1 тис. т. Держбалансом на 01.01.2000 враховано 471 т золота по 13 корінних і 22 розсипних розвіданих родовищ, у тому числі по найвідоміших із них: Кумтор — 288, Макмал — 25,5, Талди-Булак Лівобережний — 80,4, Джеруй — 74,7 т; запаси розсипного золота складають близько 6 т. До категорії перспективних для подальшого геологічного вивчення і подальшого відробляння можуть бути віднесені ще 45 родовищ, ресурси кожного з яких перевищують 5 т. Резерви Кумтору оцінюють в 514 т золота.
Рідкісні метали. В Киргизстані є моно- і поліметалічні родовища та рудопрояви арсену. Запаси рідкісних земель церієвої та ітрієвої групи родовища Кутесай II складають в сумі 51,5 тис.т (2002). Руди родовища, що розробляються Актюзьким рудоуправлінням ДАТ «Киргизький хіміко-металургійний завод», характеризуються низьким вмістом рідкісних земель (0,22–0,27 %).
Рідкіснометалічна мінералізація виявлена на родовищі Кутессай II. Родовище експлуатувалося у 1958–1992 рр. З 1993 законсервоване. Залишкові запаси земель становлять 50 тис. т при вмісті їх в руді 0,2–0,3 %. Переважають елементи ітрієвої групи. Попутні компоненти — тантал, ніобій, цирконій, гафній, бісмут, молібден. Комбінат, що переробляв цю руду, у 2000 р. функціонує лише на сировині з Китаю.
До 2000 р. відкрито 12 об'єктів з танталом і ніобієм. Серед них є істотно ніобієві (Чумалі, Чекенди), танталові (Дельбек, Тутек) і тантало-ніобієві (Джілісуйське). Переважають колумбітові, пірохлорові, ільмено-рутилові руди. Найперспективніші родовища Дельбек і Тутек. На родовищі Дельбек прогнозні ресурси Та2О5 становлять 56,2 тис. т, вміст 0,064 %. На родовищі Тутек прогнозні ресурси Та2О5 30,7 тис. т, вміст 0,076 % та 16,4 тис. т Nb2O5 із вмістом 0,075 %. Родовища вивчені погано і розташовані у високогірному районі.
Гірничохімічна сировина в Киргизстані представлена сіркою, піритом, флюоритом, баритом і кам'яною сіллю. Самородна сірка відома на Чангир-Ташському родовищі нафти, де вона приурочена до смуги нафто- і сірконосних палеогенових відкладів. Крім того, перспективним є Ачик-Ташське сірко-колчеданне родовище на південному схилі Киргизького хребта. Флюоритове зруденіння в країні розвинене широко, але оцінене в основному на ртутно-стибієвих і поліметалічних родовищах. Баритова мінералізація встановлена двох типів: барит-флюоритові і барит-кварцові жили без, або з поліметалічною мінералізацією; баритові утворення в карстових порожнинах. Родовища солі відомі серед неогенових (основні), крейдових і кам'яновугільних відкладів. Часто родовища солей комплексні (2–3 типи солей), переважають родовища кам'яної солі.
Основні запаси хімічної сировини (на 2002, тис. т) укладені в родовищах: Баріта-Арси (122,8), Тюндюк (116,1), Табилгата (394,2); сірчаного колчедану — Ачик-Таш (7477 із вмістом сірки 25–30%); ґаліту — Чон-Туз (3700), Чон-Алай (21500), Кетмень-Тюбе, ділянка Мала Балка (5500), Тунук-Туз (1200), тенардиту — Шабирколь (117,7).
Нерудна індустріальна сировина на території Киргизстану представлена невеликими родовищами магнезиту, тальку, корунду. Промислова сировина представлена графітом (родовище Куйлю, запаси 1,6 млн т), слюдою-мусковітом (Каравшинське, 14 тис. т), базальтом (Сулу-Тегерек, 1,4 млн м³), кварцовими формівними пісками (Кільце-Половинка, 574 тис. т), флюоритом (Хайдаркан, 619 тис. т; Нове, 523 тис. т; Північний Актан, 655 тис. т; Трудове, 548 тис. т), воластонітом (Чаткальське — 50 млн т; Каракорум-1, 1,9 млн т; Каракорум — 11,30 млн т), порцеляновим каменем (Учкурт, 9,6 млн т), флюсовими вапняками (Ленінське, 2,4 млн т) — все на 2002 р. Виявлені і специфічні види нерудної сировини: порцеляновий камінь (родов. Учкурт — 9 млн т), родусит-азбест (Каркара — 618 т), петролургічна сировина — базальт (родовище Сулу-Тегерек — 1,4 млн т).
Чаткальське — унікальне родовище воластоніту в Чаткальській долині Киргизстану. Загальні геологічні запаси воластоніту в Чаткальській долині оцінюються приблизно в 50 млн т.
Будівельні матеріали. На території Киргизької Республіки виявлено 1670 об'єктів різних видів будівельної сировини, з яких на 2002 р. детально розвідано 148 родовищ. Родовища нерудних буд. матеріалів включають родовища грубокерамічних глин (Башкарасуйське, Джалал-Абадське, Ошське, Сари-Булакське і інш.), буд. матеріалів (бутового каменю, гравію, щебеню), які є практично у всіх районах країни. Значні запаси карбонатної сировини (вапняк, мармур, мергель), будівельних і облицювальних каменів. Глинисті породи — це в основному молоді осадові утворення (четвертинні леси і лесовидні суглинки, крейдові та палеогенові строкато-забарвлені глини). Сумарні запаси 36 родовищ грубокерамічної сировини складають близько 110 млн м³. Піски і пісковики поширені на терасах і поймах рік. Є формівні (родовище Кільце-Половинка), скляні (Согутінське родовище) і будівельні піски і пісковики (родовища Пржевальське, Кутургинське, Рибачинське та інш.). Крім того, в Киргизстані майже на всіх буровугільних родовищах розвинені глієжі для активних мінеральних добавок в портландцементи, а також гіпс і вуглисто-глинисті сланці. Прогнозні запаси гіпсу оцінюються в сотні млн т. Великі розвідані запаси (близько 200 млн т) цементної сировини (вапняки Ак-Сайського родовища). Запаси будівельного вапняку на восьми найбільших родовищах складають понад 40 млн т. Родовища облицювальних каменів: гранітів (Каїндинське), мармуру (Аримське, Новоросійське, Чаар-Ташське, Джаргартське), сієнітів (Ак-Уленське), доломіту (Чангетське), ангідритів (Аджікинське), вапняків-ракушняків (Сари-Ташське), габроїдів тощо. Загальні розвідані запаси облицювальних каменів за категоріями А+В+С1 становлять близько 34 млн м³, прогнозні — сотні млн м³. Запаси будівельного каменя оцінені за балансовими категоріями в 81 млн м³. По основних будівельних матеріалах запаси Киргизстану складають (на 2002, млн м³): глини, суглинки — 260,9; піщано-гравійні суміші — 751,5; камені будівельні — 90,3; піски — 72,9; керамзитова і аглопоритова сировина — 112,2; облицювальні камені — 43,4. По інших матеріалах запаси рівні (млн т): вапняки — 37,1; гіпс — 36,7; цементна сировина — 598,9.
Дорогоцінні і виробні камені представлені широкою гаммою ювелірних, ювелірно-виробних та виробних каменів. Ювелірні рубіни зустрічаються в кварцовій зоні серед кам'яновугільних мармурів Туркестанського хребта (Туямуюнське родовище), кристали топазів відомі в брекчіях екзоконтакту порфіроподібних гранітів хребта Терскей-Ала-Тоо (Тур-Суйське родовище), кольорові турмаліни виявлені в пегматитах Киргизького, Інильчекського і Туркестанського хребтів (Терек-Оввінське, Карасу-Каравшинське, Суходольське родовища). У альпійських жилах Таласського і Чаткальського хребтів численні вияви аметистів; ґранати присутні в метаморфічних товщах Ат-Башинського і Киргизького хребтів. З ювелірно-виробних каменів відомі метасоматичні утворення нефриту (Арчалинське, Гавіанське родовища), жадеїт (Башкельтубекське родовище), родоніт (Музторське родовище). Жеоди і мигдалини агатів зустрічаються в девонських і палеогенових вулканітах основного складу (Джолбарське, Талди-Булакське, Ачик-Ташське родовища) Туркестанського і Чаткальського хребтів, халцедонів — в крейдо-неогенових відкладах Ферганської депресії (Сари-Ташське родовище). Декоративні виробні сієніти виявлені в Киргизькому хр. (Ак-Уленське, Арсинське родовища), строкато-забарвлені яшми складають прошарки в ордовикських і девонських відкладах хребтів Джетім, Джангиджер, Терскей-Ала-Тоо (Арчалинське, Джакболотське, Кайнарське родовища), смугасті роговики, кольорові туфи є на Таласському хребті (Беш-Ташське, Сулу-Ташське, Кюмюш-Такське родовища), лиственіти, мармурові онікси — на Туркестанському хребті (родовище Улуг-Тау).
Мінеральні води. У Киргизстані відомі вуглекислі, сірководневі, йодо-бромні води і азотні терми. Вуглекислі води поширені в гідрогеологічних масивах (ділянки Кара-Шоро, Колубек, Бешбельчир-Арашан, Кара-Киче і інш.), сірководневі води характерні для південних районів (Чангир-Таш, Майлі-Сай), йодо-бромні води відомі в Тузлукській структурі (південна частина Ферганського артезіанського басейну), азотні терми — в районах, розташованих на північний-схід від Ферганського хребта, в зонах порушень гідрогеологічних масивів і в межах Іссик-Кульського артезіанського басейну. Мінеральні води «Джалал-Абадська», «Кара-Шоро», «Арашан», «Ак-Суу» застосовуються як лікувально-столові. Азотні терми є аналогами вод відомих курортів (Стара Русса, Паланга, Чартак). Особливу цінність для теплопостачання представляють термальні (35–60 °С) слабкомінералізовані (0,2–1 г/л) води, розвинені по всій території республіки, і геотермальні аномалії, виявлені в районі міст Бішкек, Баликчи і Чолпон-Ата.
Перспективи мінерально-сировинної бази Киргизстану не обмежені перерахованими видами і родовищами корисних копалин. Є можливість організації в майбутньому видобутку титану, ванадію, молібдену, бісмуту, срібла, арсену, кобальту, цирконію, гафнію.